# Coelichneumon funebrator
Coelichneumon funebrator är en stekelart som beskrevs av Horstmann 2006. Coelichneumon funebrator ingår i släktet Coelichneumon och familjen brokparasitsteklar. Inga underarter finns listade i Catalogue of Life.